# عرب السكر
عرب السكر هي إحدى القرى اللبنانية من قرى قضاء صيدا في محافظة الجنوب.